# 1886
1886 (số La Mã: MDCCCLXXXVI) là một năm thường bắt đầu vào Thứ Sáu trong lịch Gregory hay một năm thường bắt đầu vào ngày Thứ Tư theo lịch Julius, chậm hơn 12 ngày.

## Sinh
- 28 tháng 1 - Aleksandr Myasnikyan, lãnh đạo bolshevik người Armenia (m. 1925)[1]
- 24 tháng 12 - Michael Curtiz, đạo diễn người Mỹ gốc Hungary (m. 1962)
- Đổng Tất Vũ
- Vladislav Felitsianovich Khodasevich
- Kim Tu-bong
- Ludwig Mies van der Rohe

## Mất
- 2 tháng 2 – David Hunter
- 15 tháng 5 – Emily Dickinson
- 31 tháng 7 – Franz Liszt
- 5 tháng 11 – Nguyễn Phúc Miên Định, tước phong Thọ Xuân vương, hoàng tử con vua Minh Mạng (s. 1810)
- 15 tháng 12 – Nguyễn Phúc Phương Trinh, phong hiệu Phú Hậu Công chúa, công chúa con vua Minh Mạng (s. 1834)
- Không rõ – Nguyễn Phúc Nhu Thục, phong hiệu An Cát Công chúa, công chúa con vua Minh Mạng (s. 1819)
- Không rõ – Nguyễn Văn Tường, đại thần nhà Nguyễn (s. 1824)
- Không rõ – Bào Siêu